# Lajinha (ort)
Lajinha är en ort i Brasilien.   Den ligger i kommunen Lajinha och delstaten Minas Gerais, i den sydöstra delen av landet, 800 km sydost om huvudstaden Brasília. Lajinha ligger 491 meter över havet och antalet invånare är 15 729.
Terrängen runt Lajinha är huvudsakligen kuperad. Lajinha ligger nere i en dal. Lajinha är det största samhället i trakten.
Omgivningarna runt Lajinha är huvudsakligen savann. Runt Lajinha är det ganska tätbefolkat, med 80 invånare per kvadratkilometer.